# Escut de Viver i Serrateix

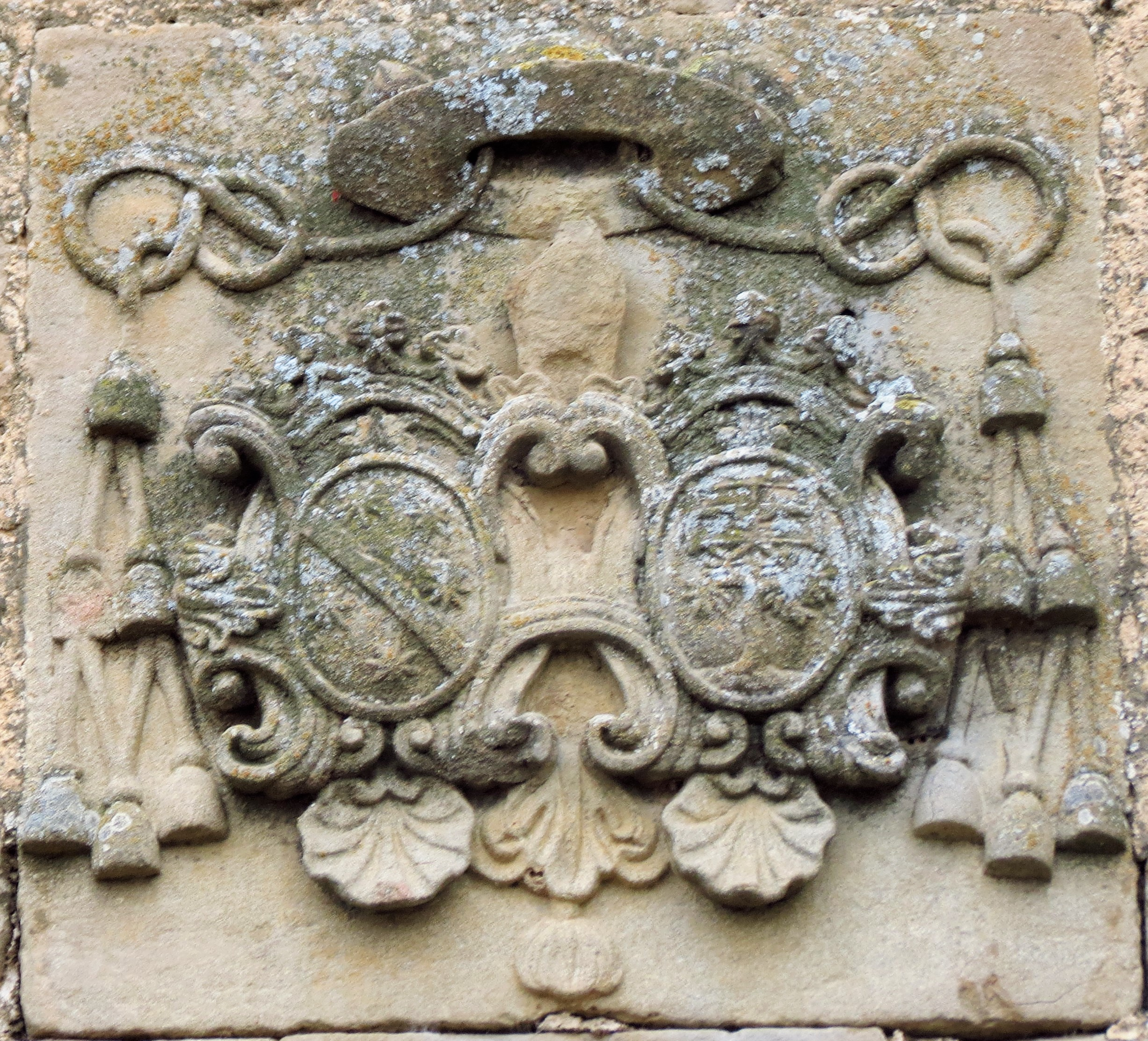
Escut a la façana del Monestir de Santa Maria de Serrateix. A mà dreta s'observa l'escut de Serrateix, amb un teix i una serra.

Tot i que Viver i Serrateix no disposa d'un escut oficial, l'escut oficiós, emprat per l'Ajuntament, té el següent blasonament:
Un escut quadrilong, un teix amb una serra sobreposada i un castell dalt d'un turó.
La versió emprada per l'ajuntament no té color, però moltes representacions de l'escut empren un camper d'or. El teix amb una serra sobreposada és l'escut tradicional de Serrateix. És un escut parlant, que fa referència al nom del poble (serra-teix). El castell és segurament una representació del Castell de Viver.